# Answers.com
Answers.com（アンサーズ・ドット・コム）は、百科辞典やQ&Aサイトの情報を基に、検索された言葉の意味や質問に対する回答をワンストップで表示するウェブサイトである。現在はAFCVホールディングスが所有している。

## 概要
Answers.comにはWikiAnswersやReferenceAnswers、Video Answersなど合計10個のサービスがある。ReferenceAnswersは百科事典や書籍などのレファレンス・データベースで、信頼性の高い解説が用意されている。WikiAnswersはコミュニティ型のQ&Aサイトであり、利用者が質問と回答を投稿することで、レファレンス・データベースを補完している。Q&Aサイトにはwikiを採用しているので、既存の回答を加筆修整することが出来る。各サービスはウェブサイト上で統合されており、トップページで「tokyo」を検索すると、東京に関する辞書や百科事典の記事や、現在の時刻や天気、動画や地図、コミュニティの質問と回答などがワンストップで表示される。Answers.comはアメリカ合衆国で24位のウェブサイトであり、利用者数は9092万人/月（2015年12月国内）に達する。

## 歴史
answers.comを始めたのは、1999年にイスラエルのエルサレムで設立されたGuruNet社である。創業者のボブ・ローゼンシェーンはイスラエル系のアメリカ人で、ペンシルバニア州のハリスバーグで育ち、1976年にマサチューセッツ工科大学を卒業した。いくつかの企業で働いた後、1983年にイスラエルに戻ってソフトウェア会社を創業し、ヘブライ語のワープロソフトの開発やWindows 3.1のヘブライ語・アラビア語化などを行った。1999年にICQ社のヨシ・バーディの勧めで、百科事典アプリケーションのGuruNetを発表した。これはマウスポインタを単語に合わせてAltキーを押しながらマウスでクリックすると、意味や解説を表示するWindows 98のアプリケーションである。当初はGuruNetを無料で消費者に配って、ポータルサイトやインターネットサービスプロバイダから収益をあげるビジネスモデルだったが、その後は有料の1-Click Answersを作って、CRMやERPの組み込み用ソフトとして企業に販売した。GuruNetは創業当時から期待が高く、ヨシ・バーディやAOL、ゴールドマン・サックスなどから巨額の資金援助を得ていたと言われる。
GuruNet社は2005年に百科事典をウェブアプリケーション化し、answers.comを始めた。また同じ頃にニューヨークで上場し、本社をカリフォルニア州バーリンゲームから移して、社名をAnswers Corporationに変更した。 アクセス数はウェブブラウザのツールバーとの連携や、ウィキペディアやGoogleとの提携により伸びていった。売上高は3万ドル（2003年）、19万ドル（2004年）、205万ドル（2005年）、703万ドル（2006年）、1140万ドル（2007年）、1423万ドル（2008年）、2076万ドル（2009年）、2147万ドル（2010年）と７年で700倍以上になった。
2011年にAnswers社は投資会社のSummit PartnersのAFCVホールディングス（ミズーリ州セントルイス）に買収されて、上場を廃止した。その後、創業者が経営から離れ、イスラエルの開発拠点や1-Click Answersなどの伝統的な製品群がリストラされた。現在はプライベート・エクイティ・ファンドと提携して、経営資源をanswers.comに集中し、買収による規模拡大を試みている。
2012年頃はAnswers.comはアメリカ合衆国で20位のウェブサイトであり、利用者数は5073万人/月（2012年11月国内）に達した。英語の他にスペイン語、フランス語、イタリア語、ドイツ語、タガログ語に対応していた。

## 沿革
- 1999年9月 - イスラエル系アメリカ人のボブ・ローゼンシェーンがGuruNetのベータ版を発表[3]。ポータルサイトやISPとの提携は失敗
- 2000年11月 - GuruNetからAtomicaに社名を変更[23]。ビジネスモデルをB2B重視に変更
- 2003年 - 有料版のGuruNetを発売（現 1-Click Answers）
- 2004年11月 - アメリカン証券取引所（AMEX）に上場[24]。社名はGuruNet Corporation
- 2005年1月 - Answers.comを開始[6]。ビジネスモデルをB2Cに戻した
- 2005年2月 - Googleが用語検索をDictionary.comからAnswers.comに変更[11]
- 2005年8月 - AMEXからNASDAQに上場先を変更。同月、Operaと提携[8]
- 2005年10月 - ウィキペディアと提携[10]。同月、社名をAnswers Corporationに変更[25]
- 2005年11月 - Mozilla Firefoxと提携[9]
- 2005年12月 - 自然言語検索のBrainboost Technology社を400万ドルで買収[26]
- 2006年11月 - FAQ Farm社（現 WikiAnswers）を200万ドルで買収[27][7]
- 2007年7月 - Dictionary.comなどを所有するLexico Publishing社の買収に名乗りを上げたが[28][7]、Ask.com社に敗北[29]
- 2007年8月 - Googleの仕様変更により、サイト訪問者が激減した[30]。ただし、その後（2008年から2009年頃）に急成長したという調査もある[31]
- 2008年6月 - ベンチャーキャピタルのRedpoint Venturesに優先株を発行して、1300万ドルの資金調達をした[7]
- 2008年12月 - AOLの子会社の5minから動画配信を受け入れた[32]。なお5minもイスラエル由来の企業である[33]
- 2009年9月 - サイトリニューアル[34]。国際版を開始。
- 2009年12月 - GoogleがGoogle Dictionaryを開始[35]
- 2011年2月 - AFCVホールディングスに1億2700万ドルで買収された[36]
- 2011年6月 - 大規模なリストラを実施。創業者のボブ・ローゼンシェーンやイスラエル事務所など、従業員の半数以上が解雇された。1-Click AnswersやAnswerTipsなどのアプリケーションも販売終了[20]
- 2012年4月 - プライベート・エクイティ・ファンドのTA Associatesが株主に加わった[18]
- 2012年8月 - About.comの買収に名乗りをあげたが[21]、Ask.comを所有するInterActiveCorp社に競り負けた

## 取り扱っている文献群
芸術、文学
- Drama Notes
- Fine Arts Dictionary
- Harry Potter Glossary
- Novel Notes
- Poetry
- Poetry Glossary
- Poetry Notes
- Short Story Notes

人物
- Actor Biographies
- American Authors
- Bloggers
- Business Biographies
- Classical Artist Biographies
- Contemporary Black Biography
- Popular Artist Biographies
- Who2 Biographies

総合百科事典
- コロンビア大学百科事典
- ブリタニカ百科事典（コンサイス版）
- 英語版ウィキペディア

健康
- Alternative Medicine Encyclopedia
- Cancer Encyclopedia
- Children's Health Encyclopedia
- Genetics Encyclopedia
- Medical Encyclopedia
- MedicineNet
- Neurological Disorders Encyclopedia
- Patient's Guide to Medical Tests
- Phobias
- Psychoanalysis Dictionary
- Surgery Encyclopedia

食べ物、飲み物
- Diets
- Drink Recipes
- Encyclopedia of Food and Culture
- Food Lovers Companion
- Nutritional Values
- Wine Lovers Companion

科学、技術
- AllAPI.net
- Animal Life Encyclopedia
- Computer Encyclopedia
- Cosmic Lexicon
- Defense & Military Terms
- E-Mail Shorthand
- Emoticons
- File Extensions
- How Products are Made
- Jargon File
- Marines Dictionary
- Rocks and Minerals Guide
- Science of Everyday Things
- Scientific & Technical Terms
- Western Birds Guide

ビジネス
- Accounting Dictionary
- American Industries Encyclopedia
- Business Dictionary
- Business Plans
- Company Financial Statements
- Company News
- Company Profiles
- Company Snapshots
- Company Stock Quotes
- Financial & Investment Dictionary
- Insurance Dictionary
- Investment Encyclopedia
- Marketing Dictionary
- Real Estate Dictionary
- Small Business Encyclopedia

歴史
- American Foreign Policy
- American History Companion
- American History Encyclopedia
- American Literature Chronology
- Dictionary of Cultural Literacy
- Intelligence & Espionage
- Major Acts of Congress
- Russian History Encyclopedia
- US Documents
- Weapons, Bioterror & Islam
- World Chronology

法律
- American Law Encyclopedia
- Law Dictionary

旅行、レジャー
- Annuals Guide
- Contemporary Fashion
- Currency Conversions
- Gardeners Dictionary
- International Dialing Codes
- Local Times
- National Anthems
- US Cities
- US Area Codes
- US State Stats

天気
- Wood book
- World FactBook

エンターテイメント
- The Austin Symphony
- Blufr
- Classical Album Reviews
- Game Reviews
- Gaming Personalities
- Movie Reviews
- Music Glossary
- Popular Album Reviews
- Poker

Reference
- Abbreviations
- America in so Many Words
- AnswerNotes
- Antonyms
- Devil's Dictionary
- Encyclopedia of Education
- English Dictionary
- First Names
- French Dictionary
- Idioms
- Latin Phrases
- Say What?
- The Bible - (King James Edition)
- Thesaurus
- Translations
- Unabridged Dictionary